# Jubispora acaciae
Jubispora acaciae är en svampart som beskrevs av B. Sutton & H.J. Swart 1986. Jubispora acaciae ingår i släktet Jubispora, divisionen sporsäcksvampar och riket svampar.   Inga underarter finns listade i Catalogue of Life.